# Wellenkalk

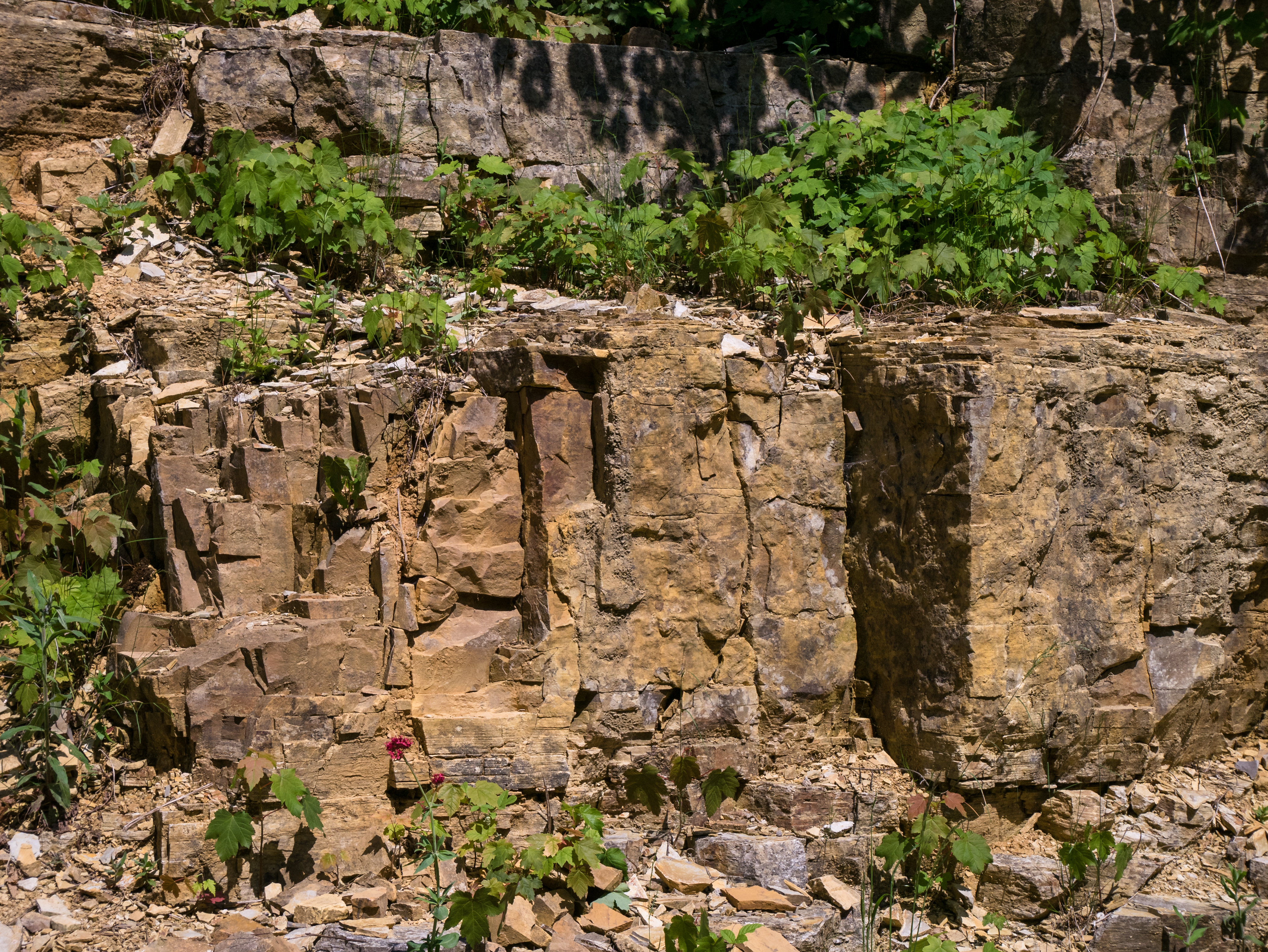
Wellenkalk im Steinbruch Westerberg in Osnabrück

Wellenkalk ist eine morphologische Bezeichnung für Kalkgesteine mit typisch wellig-runzeligen Schichtflächen.
Er tritt vornehmlich in Trias-Formationen auf, in Mitteleuropa besonders häufig in den unteren Ablagerungen der Muschelkalk-Formation im damals von einem Flachmeer bedeckten Germanischen Becken. Als marine, oft gewellte Sedimente unterscheiden sie sich deutlich von den kontinentalen Ablagerungen der vorangehenden Buntsandstein-Ära. In älteren Publikationen wurde der Terminus „Wellenkalk“ daher auch als Synonym für die heute lithostratigrafisch als Unterer Muschelkalk bezeichnete Schichtfolge verwendet.